# Tropidophorus sinicus
Espèce
Tropidophorus sinicus est une espèce de sauriens de la famille des Scincidae.

## Répartition
Cette espèce se rencontre :
- en République populaire de Chine dans les provinces du Guangxi et du Guangdong ainsi qu'à Hong Kong ;
- au Viêt Nam.

## Description
C’est un saurien vivipare de petite taille (environ 14 centimètres) vivant proche des rivières et cours d'eau.
Cette espèce est semi-aquatique et supporte mal les températures excédant 30 °C.

## Publication originale
- Boettger, 1886 : Diagnoses reptilium novorum ab ill. viris O. Herz et Consule Dr. O. Fr. de Moellendorff in Sina meridionali repertorum. Zoologischer Anzeiger, vol. 9, p. 519-520 (texte intégral).